# 9K31 Strela-1
9K31 Strela-1 je sovjetski mobilni protiletalski sistem kratkega dosega z infrardečim vodenjem. Sistem sestoji iz amfibijskega oklepnega vozila BRDM-2, na katerem je nameščena izstrelilna platforma s štirimi protiletalskimi izstrelki 9M31, pripravljenimi za uporabo. Sprva načrtovan kot prenosni protiletalski sistem, je sistem služil kot dopolnitev protizračne obrambe skupaj s protiletalskim topom ZSU-23 Šilka.
Sistem je bil kasneje nadomeščen z izboljšano različico 9K35 Strela-10.

## Vozilo
9K31 je osnovan na vozilu BRDM-2 s pogonom 4x4. Vozilo ima tudi amfibijske sposobnosti, v ta namen ima na zadnji strani dva propelerja, ki ju poganja motor vozila. Za izboljšanje zmogljivosti na neurejenem terenu so v primerjavi z originalnim BRDM-2 odstranjena kolesa na sredini šasije. 
Posadko vozila sestavljajo trije člani - voznik, poveljnik in strelec. Vozilo nudi zaščito pred kontaminacijo zaradi jedrskega, biološkega in kemijskega orožja, dodana je zaščita pred nadtlakom zaradi eksplozij in zaščita pred zadetki orožij manjših kalibrov. Voznik in poveljnik imata na voljo tudi naprave za nočno gledanje.
Kupola je predelana tako, da lahko nosi štiri protiletalske izstrelke 9M31, ki so pakirani v posebnih kontejnerjih in skupaj z njimi tvorijo celoto. Menjava kontejnerjev z izstrelki poteka ročno in zahteva približno 5 minut. Platformo s kontejnerji je možno spustiti za namen transporta ali menjave izstrelkov.

## Izstrelek

### 9M31
Prvotni izstrelek 9M31 je imel doseg 900 - 4200 m in omogočal streljanje na cilje na višinah 50 - 3000 m. Poganja ga enostopenjski raketni motor na trdo gorivo, ki mu da največjo hitrost Mach 1,8 in omogoča prestrezanje bližajočih se ciljev do hitrosti 310 m/s in umikajočih se ciljev do hitrosti 210 m/s.
Zaradi relativno majhne bojne glave je izstrelek predviden za neposreden zadetek cilja, zaradi česar je vsebuje bližinski magnetni in kontaktni vžigalnik. Kljub temu je dodatno vsebuje tudi optični bližinski vžigalnik, ki sproži bojno glavo v primeru manjše zgrešitve cilja. Vžigalni mehanizem vsebuje tudi varnostni sistem, ki  v primeru, da izstrelek v 13 - 16 sekundah ne doseže cilja, za razliko od običajnega samouničenja onemogoči detonacijo bojne glave.
Na telesu izstrelka so nameščena prednja krilca, ki služijo krmiljenju izstrelka po vodoravni in navpični smeri in zadnja krilca, ki služijo stabilizaciji poleta. Zadnje površine vsebujejo tudi rolerone, ki skrbijo, da se izstrelek med letom ne vrti okrog vzdolžne osi. Roleroni vsebujejo diske, na katere so navite vrvice, pritrjene na kontejner.  Ob izstrelitvi se vrvice začnejo odvijati in s tem zavrtijo diske, katerih giroskopski učinek nato drži rolerone v prvotnem položaju.
Izstrelek se izstreli iz kontejnerja s pomočjo pomožnega polnjenja, glavni raketni motor se vžge, ko izstrelek zapusti kontejner.
Vodenje izstrelka poteka s pomočjo infrardeče glave, ki temelji na detektorju na osnovi svinčevega sulfida, kar je tipično za infrardeče vodene izstrelke tistega časa. Ker pa je detektor na osnovi svinčevega sulfida občutljiv le na zelo vroče predmete, kar močno oteži uporabo orožja proti hitrim letalom, je bil pri izstrelku 9M31 uporabljen fotokontrastni način vodenja. Na ta način je omogočeno delovanje tudi proti letalom, ki se približujejo, pri čemer se ne vidijo njihovi vroči deli, kar je bila glavna pomanjkljivost IR vodenih izstrelkov tistega časa.

### 9M31M
Po uvedbi v uporabo so se pojavile zahteve po izboljšanju karakteristik protiletalskih izstrelkov. Izstrelek z oznako 9M31M je tako dobil nekoliko težjo bojno glavo (3 kg namesto prejšnjih 2,6 kg), izpopolnjenega avtopilota, ki je omogočal bolj natančno vodenje in povečan doseg na približno 6 km (nekateri viri navajajo doseg do 8 km).